# Tadeusz Szantruczek
Tadeusz Szantruczek (ur. 7 lipca 1931 w Brodach, zm. 1 lutego 2016 w Poznaniu) – polski teoretyk muzyki i krytyk muzyczny.
Organizator życia muzycznego, popularyzator, prelegent koncertowy i publicysta. W latach 1973–1978 był wicedyrektorem Filharmonii Poznańskiej im. Tadeusza Szeligowskiego, a w 1992 jej dyrektorem naczelnym i artystycznym. W latach 1979–1982 sprawował funkcję wicedyrektora Opery we Wrocławiu oraz kierownika muzycznego w Teatrze Wielkim w Poznaniu.
Recenzował życie muzyczne w "Ilustrowanym Kurierze Polskim", "Głosie Wielkopolskim", "Dzienniku Poznańskim" i "Gazecie Poznańskiej". Wykładał na Akademii Muzycznej w Poznaniu. Artykuły popularyzatorskie publikował w "Zeszytach Muzycznych" Pro Sinfoniki.
W latach 1960–1964 prowadził " Spotkania z filharmonią " dla młodzieży licealnej w Grodzisku Wielkopolskim.
W latach 1974–1978 oraz 1984–1989 kierował festiwalem polskiej muzyki współczesnej "Poznańska Wiosna Muzyczna". "To za jego sprawą festiwal osiągnął rekordowy stopień społecznego rezonansu. W tym okresie nastała w Poznaniu moda na Wiosnę; ludzie, zwłaszcza młodzi, chodzili tłumnie na koncerty. Miarą prestiżu, jakim cieszył się wtedy festiwal w polskim środowisku kompozytorskim jest fakt, że funkcjonowało ogólne przekonanie, iż «wykonywane w Poznaniu dzieła nobilitowało już samo uczestnictwo w tym tak ważnym dla nowej muzyki polskiej przeglądzie twórczości»".
W latach 1982–2003 organizował spotkania w Poznańskim Salonie Muzycznym na Zamku. Spokrewniony z Tadeuszem Szeligowskim, intensywnie propagował jego twórczość.
Został pochowany na Cmentarzu Junikowo w Alei Zasłużonych (AZ-2-P-31A).

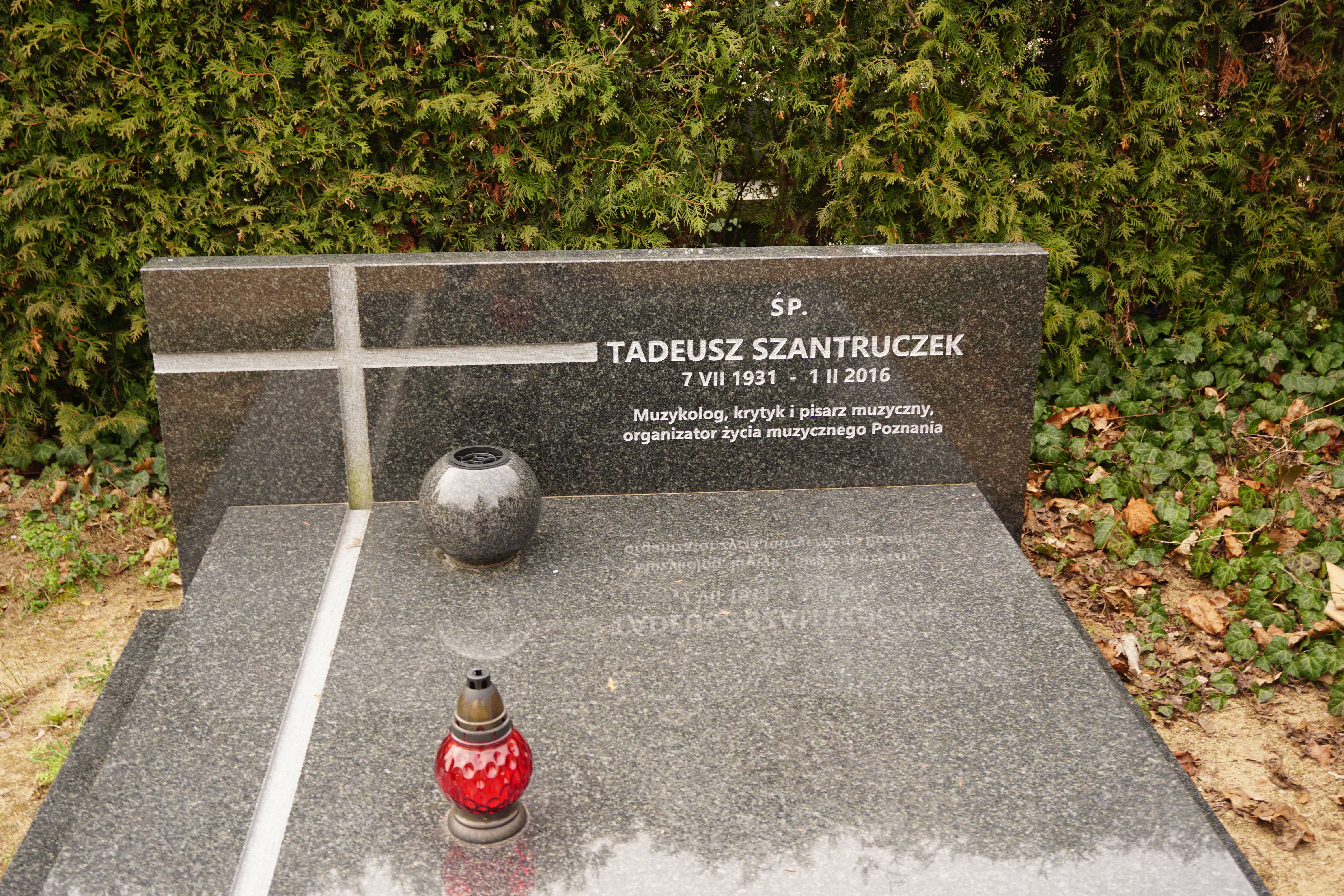
Grób Tadeusza Szantruczka na Cmentarzu Junikowo

## Publikacje książkowe
- Tadeusz Szeligowski, Poznań Ars Nova 1995

- Komponować... i umrzeć, Poznań Ars Nova 1997

- 45 lat Teatru Muzycznego w Poznaniu, 1956-2001, Poznań 2001

- Krytyka muzyczna w międzywojennym Poznaniu (szkic do obrazu), Poznań, Wydawnictwo WBPiCAK 2005